# Atlantic City, U.S.A.
Atlantic City, U.S.A. (Atlantic City) è un film del 1980 diretto da Louis Malle.
Il film vinse il Leone d'oro al Festival di Venezia, ex aequo con Una notte d'estate (Gloria) di John Cassavetes.

## Trama
Lou Pasco è un delinquente di piccolo cabotaggio, mantenuto da Grace, vedova del suo ex-boss ed ex-reginetta di bellezza ormai in pensione. Tutte le notti Lou spia dalla finestra una donna che si massaggia il corpo con del succo di limone. Si tratta di Sally, che lavora in un ristorante e cerca di togliersi di dosso l'odore del cibo cucinato. Sally frequenta un corso per croupier e spera così di poter lavorare in una casa da gioco, ora che ad Atlantic City è stato liberalizzato il gioco d'azzardo.
Dave, ex marito di Sally, si fa vivo in città accompagnato dalla sorella di Sally, ora divenuta sua compagna. I due portano con loro una partita di droga, rubata a una banda di trafficanti, che non tarda a eliminarlo. Lou entra così in possesso della merce e comincia a smerciarla. Incontrata Sally all'obitorio, dove lei è chiamata per il riconoscimento del cadavere di Dave, comincia a corteggiarla spendendo il denaro guadagnato. Per pura fortuna riesce a uccidere i gangster che lo hanno raggiunto. Fuggito con Sally verso la Florida, dopo una notte d'amore con lei, decide di lasciarla andare via con i soldi e di tornare da Grace.

## Riconoscimenti
- 1982 - Premio Oscar
  - Candidatura Miglior film a Denis Heroux
  - Candidatura Migliore regia a Louis Malle
  - Candidatura Miglior attore protagonista a Burt Lancaster
  - Candidatura Miglior attrice protagonista a Susan Sarandon
  - Candidatura Miglior sceneggiatura originale a John Guare
- 1982 - Golden Globe
  - Candidatura Miglior film straniero (Francia/Canada)
  - Candidatura Migliore regia a Louis Malle
  - Candidatura Miglior attore in un film drammatico a Burt Lancaster
- 1982 - Premio BAFTA
  - Migliore regia a Louis Malle
  - Miglior attore protagonista a Burt Lancaster
  - Candidatura Miglior film
  - Candidatura Migliore sceneggiatura originale a John Guare
- 1980 - Festival di Venezia
  - Leone d'oro a Louis Malle
- 1981 - Boston Society of Film Critics Award
  - Miglior attore protagonista a Burt Lancaster
- 1981 - Premio César
  - Candidatura Miglior colonna sonora a Michel Legrand
  - Candidatura Migliore sceneggiatura originale a John Guare
- 1981 - Los Angeles Film Critics Association Award
  - Miglior film
  - Miglior attore protagonista a Burt Lancaster
  - Migliore sceneggiatura a John Guare
- 1981 - David di Donatello
  - Miglior attore straniero a Burt Lancaster
- 1981 - New York Film Critics Circle Award
  - Miglior attore protagonista a Burt Lancaster
  - Migliore sceneggiatura a John Guare
- 1982 - Kansas City Film Critics Circle Award
  - Miglior attore protagonista a Burt Lancaster
  - Miglior attrice protagonista a Susan Sarandon

Nel 2003 è stato scelto per la conservazione nel National Film Registry della Biblioteca del Congresso degli Stati Uniti.